# Кузьминовка (Харьковская область)
Кузьми́новка (укр. Кузьминівка) — село, 
Новоалександровский сельский совет,
Сахновщинский район,
Харьковская область.
Код КОАТУУ — 6324884504. Население по переписи 2001 года составляет 58 (29/29 м/ж) человек.

## Географическое положение
Село Кузьминовка находится на расстоянии в 1,5 км от реки Орель (правый берег).
На расстоянии в 2 км расположены сёла Новодмитровка и Степановка.
Через село проходит железная дорога, станция Козьминовка.

## История
- 1865 — дата основания.